# كريس ساندرز (لاعب كرة قدم أمريكية)
كريس ساندرز (بالإنجليزية: Chris Sanders)‏ هو لاعب كرة قدم أمريكية أمريكي، ولد في 22 أبريل 1973 في أوستن في الولايات المتحدة.

## وصلات خارجية
- كريس ساندرز على موقع مرجع كرة القدم المحترفة.كوم (الإنجليزية)